# Amphoe Laem Sing

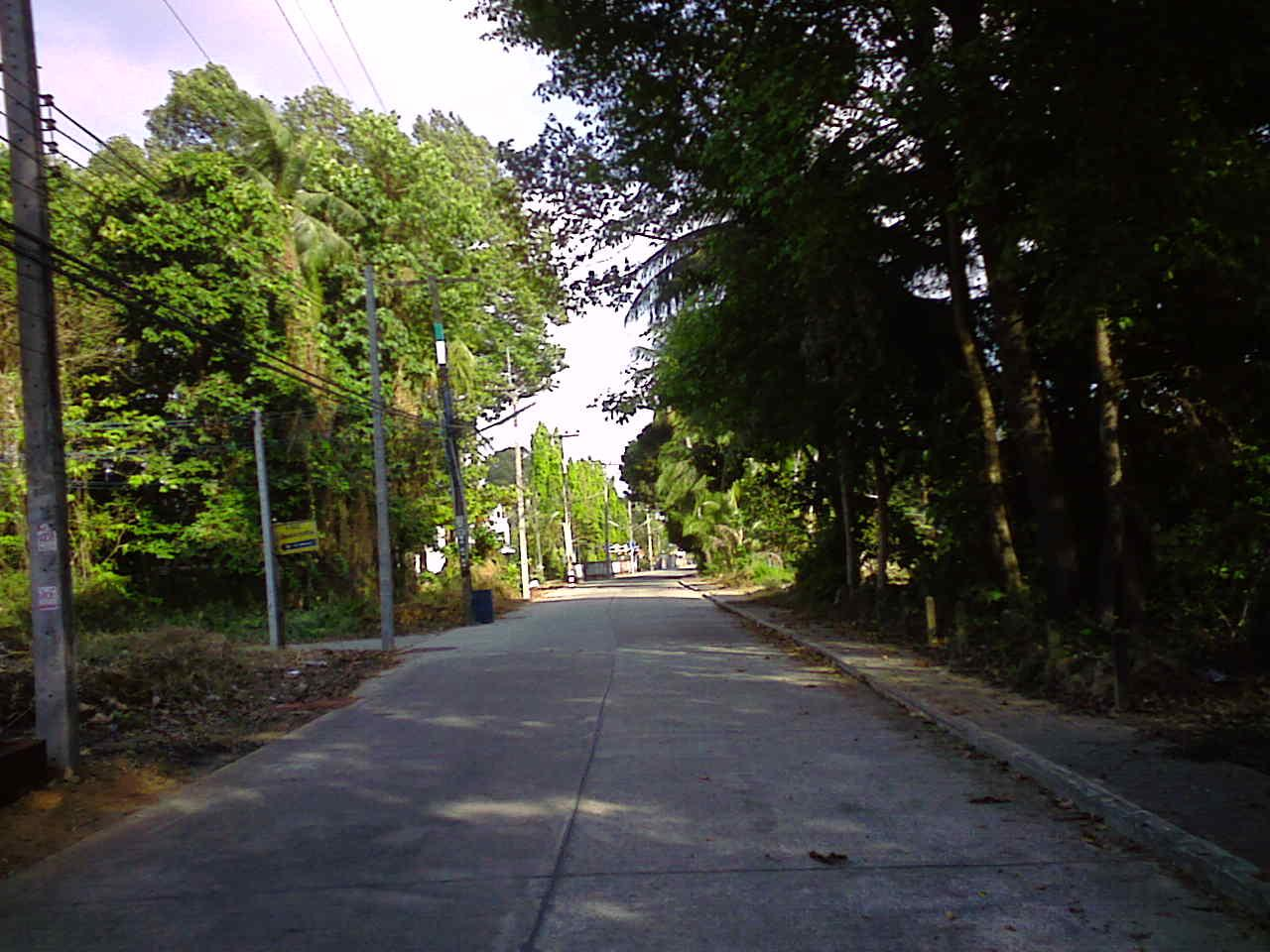
Straße im Landkreis Laem Sing

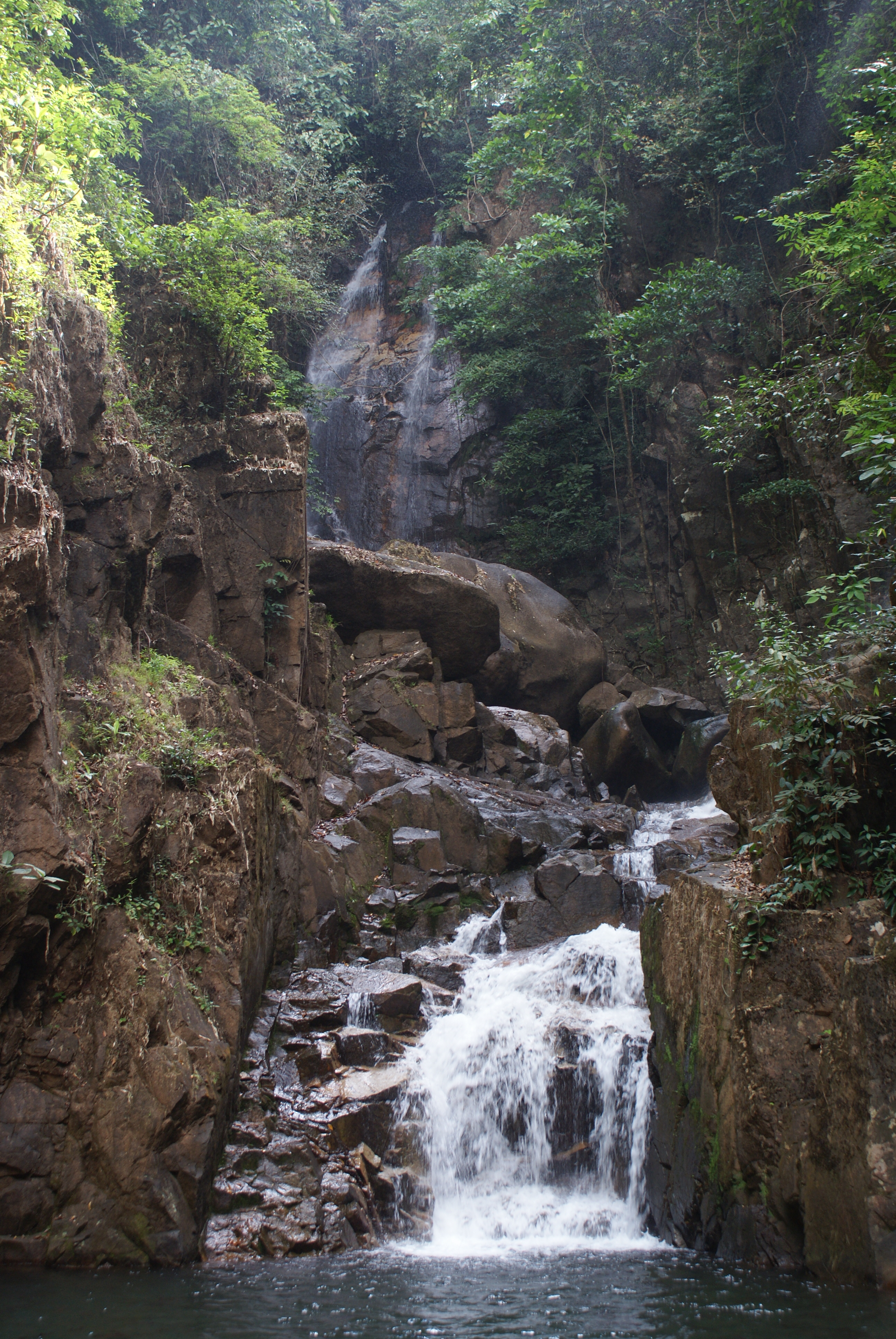
Im Nationalpark Namtok Phlio

Amphoe Laem Sing (Thai: อำเภอ แหลมสิงห์) ist ein Landkreis (Amphoe – Verwaltungs-Distrikt) in der Provinz Chanthaburi. Die Provinz Chanthaburi liegt im Osten der Zentralregion von Thailand.

## Geographie
Benachbarte Amphoe (im Uhrzeigersinn von Nordwesten aus): die Amphoe Tha Mai, Mueang Chanthaburi und Khlung der Provinz Chanthaburi. Im Südwesten liegt der Golf von Thailand.
Im Südosten des Landkreises liegt das Mündungsgebiet des Maenam Welu (Welu-Fluss). Es besteht aus etwa 27 km² flachem Wattenmeer und Mangroven-Wäldern.

## Geschichte
Der Landkreis Laem Sing wurde 1898 unter dem Namen Phlio eingerichtet. Die Regierung stellte im Jahr 1909 Mittel zur Verfügung, ein größeres Verwaltungsgebäude zu errichten, gleichzeitig wurde der Kreis in Laem Sing umbenannt. Das Verwaltungsgebäude wurde 1966 und 1996 erneuert.

## Sehenswürdigkeiten
- Nationalpark Namtok Phlio (อุทยานแห่งชาติ น้ำตกพลิ้ว) – benannt nach dem Wasserfall Phlio (น้ำตกพลิ้ว, Namtok Phlio), was so viel wie „geschmeidige Bewegung“ bedeutet.

## Verwaltung

### Provinzverwaltung
Der Landkreis Laem Sing ist in sieben Tambon („Unterbezirke“ oder „Gemeinden“) eingeteilt, die sich weiter in 65 Muban („Dörfer“) unterteilen.
| Nr. | Name              | Thai         | Muban | Einw. |
| --- | ----------------- | ------------ | ----- | ----- |
| 01. | Pak Nam Laem Sing | ปากน้ำแหลมสิงห์ | 16    | 9.064 |
| 02. | Ko Proet          | เกาะเปริด     | 07    | 3.263 |
| 03. | Nong Chim         | หนองชิ่ม       | 10    | 5.246 |
| 04. | Phlio             | พลิ้ว          | 12    | 5.452 |
| 05. | Khlong Nam Khem   | คลองน้ำเค็ม    | 06    | 1.561 |
| 06. | Bang Sa Kao       | บางสระเก้า    | 05    | 2.194 |
| 07. | Bang Kachai       | บางกะไชย     | 09    | 3.825 |

### Lokalverwaltung
Es gibt zwei Kommunen mit „Kleinstadt“-Status (Thesaban Tambon) im Landkreis:
- Pak Nam Laem Sing (Thai: เทศบาลตำบลปากน้ำแหลมสิงห์) bestehend aus dem kompletten Tambon Pak Nam Laem Sing.
- Phlio (Thai: เทศบาลตำบลพลิ้ว) bestehend aus den kompletten Tambon Phlio, Khlong Nam Khem.

Außerdem gibt es vier „Tambon-Verwaltungsorganisationen“ (องค์การบริหารส่วนตำบล – Tambon Administrative Organizations, TAO)
- Ko Proet (Thai: องค์การบริหารส่วนตำบลเกาะเปริด) bestehend aus dem kompletten Tambon Ko Proet.
- Nong Chim (Thai: องค์การบริหารส่วนตำบลหนองชิ่ม) bestehend aus dem kompletten Tambon Nong Chim.
- Bang Sa Kao (Thai: องค์การบริหารส่วนตำบลบางสระเก้า) bestehend aus dem kompletten Tambon Bang Sa Kao.
- Bang Kachai (Thai: องค์การบริหารส่วนตำบลบางกะไชย) bestehend aus dem kompletten Tambon Bang Kachai.